# Pleven
Pleven (en idioma búlgaro: Плевен) es una ciudad situada en la parte septentrional de Bulgaria, a orillas del río Tucheniza. Tiene una población estimada, a fines de 2020, de 91 119 habitantes.
Se trata de la séptima ciudad más poblada del país.

## Museos
El Museo Panorámico “La Epopeya de Pleven 1877” es un monumento único en toda la península de los Balcanes. Fue construido en 1977 con motivo del 100 aniversario de la liberación de Pleven del dominio otomano. El monumento se encuentra en el propio campo de batalla, en el Museo-parque Skobelev en las afueras del suroeste de la ciudad. La liberación de Pleven es un punto de inflexión en el curso de la Guerra Ruso-Turca de 1877-1878. La construcción del monumento se terminó en solo 11 meses. Tiene forma de un cono truncado apoyado en cuatro bayonetas estilizadas. Tres anillos horizontales rodean todo el edificio y simbolizan los tres asaltos a Pleven, y el anillo con las bayonetas el asedio de la ciudad. El Museo Panorámico “La Epopeya de Pleven 1877” consta de cuatro salas: una sala introductoria, una panorámica, un diorama y una sala final.

En la propia plaza Vazrazhdane (o sea, Renacimiento), se encuentra el Mausoleo de los Soldados Rusos y Rumanos que se inmolaron por la libertad de Pleven. Este mausoleo-capilla a la vez fue construido al estilo de las iglesias búlgaras de la Edad Media. La propia edificación, el blanco y el rojo que se suceden en ella, refuerzan el carácter monumental del edificio. Este es cruciforme y tiene dos recintos. En uno de ellos, que hace de capilla, se puede apreciar un magnífico iconostasio, y en la cripta del mausoleo tres sarcófagos guardan los restos mortales de los soldados y oficiales rusos que perdieron la vida en y alrededor de Pleven. Delante del edificio se encuentra una pila con una llama que no se apaga en honor a los soldados.

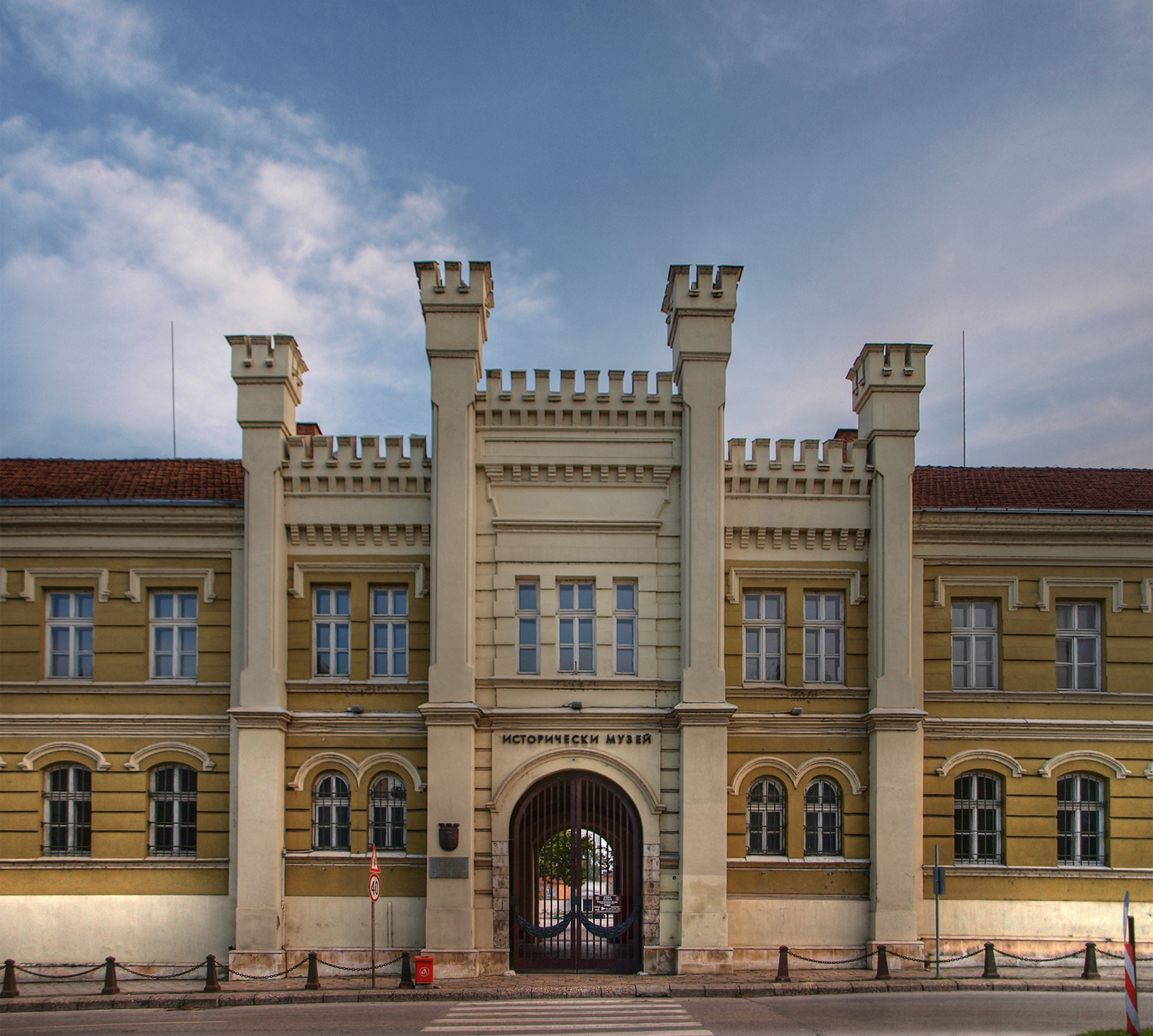
Museo Regional de Historia

Esta ciudad también tiene un Museo Histórico Regional, construido en 1888 por el ejército.  La principal colección del museo incluye más de 180 000 objetos de museo. Su biblioteca del museo cuenta con más de diez mil volúmenes de literatura científica y publicaciones periódicas. El parque Kaylaka, dentro en una cueva, se encuentra el museo del vino búlgaro,  único museo sobre este tema en esta región de Bulgaria.

## Sitios de interés
La plaza central de la ciudad se llama Vazrazhdane (o sea, Renacimiento).
La reserva natural "Chernelka" se encuentra a unos 12 km de Pleven, entre los pueblos de Gortalovo y Kurtozhabene. A lo largo de 7 km el río Chernelka se ha formado un cañón con una anchura de entre 60 y 200 metros y una altura de los acantilados de 10 a 30 metros.
El parque Kaylaka, situado a solo 6 km de Pleven, es un lugar favorito para la recreación de los habitantes y visitantes de la ciudad. En él se encuentran los restos de la estación de calzada romana "Storgozia".